# 増井信貴
増井 信貴（ますい のぶたか ）は、日本の指揮者。

## 人物・来歴
桐朋女子高等学校音楽科、桐朋学園大学指揮科卒業、同研究科修了。
岡部守弘、齋藤秀雄、小澤征爾、秋山和慶、尾高忠明、フランコ・フェラーラ、レナード・バーンスタインに師事。
1978年タングルウッド音楽祭にスカラシップコンダクターとして参加。1982年パリ・オペラ座でオペラ上演に関わりつつ研鑚を積む。また1989年文化庁派遣在外研修員としてバイエルン国立歌劇場に留学し、ヴォルフガング・サヴァリッシュの助手として数多くのオペラ上演に参加した。 
1989年群馬交響楽団の指揮者に就任。1992年ウィーン木管アンサンブルと共演し、その様子はウィーンフィル創立150周年記念ドキュメンタリー番組「ウィーンはいつまでもかわらない」にとりあげられ全世界で放送された。
1997年１１月、ロストロポーヴィチ指揮新日本フィル定期演奏会で、ブリテン「戦争レクイエム」の小オーケストラの指揮を務めた。また、1998年冬季長野オリンピック開会式での「第九」演奏においては、合唱とオーケストラをまとめる指揮者のひとりとして演奏に携わった。
得意とするオペラではこれまでにドニゼッティ「イル・カンパネルロ」の日本初演などを指揮。また、NHKテレビへの出演やサイトウ・キネン・オーケストラのヨーロッパ公演に副指揮者として参加するなど、シンフォニー、オペラの両面で精力的な活動を続けている。
現在、京都市立芸術大学名誉教授、東京音楽大学教授、洗足学園音楽大学客員教授。

## 主な受賞歴
- 東京都音楽文化賞（1998年）